# Port lotniczy Asmara
Port lotniczy Asmara (IATA: ASM, ICAO: HHAS) – międzynarodowy port lotniczy położony w Asmarze. Jest największym portem lotniczym w Erytrei.

## Linie lotnicze i połączenia
| Linia Lotnicza     | Kierunek                |
| ------------------ | ----------------------- |
| EgyptAir           | 1. Kair                 |
| Eritrean Airlines  | 1. Addis Abeba 2. Assab |
| Ethiopian Airlines | 1. Addis Abeba          |
| Flydubai           | 1. Dubaj                |
| Flynas             | 1. Dżudda               |
| Turkish Airlines   | 1. Stambuł              |